# Litafatchi
Litafatchi (Littefutchi kod Hodgea), nekadašnji grad Upper Creek Indijanaca koje se nalazilo na južnoj obali gornjeg toka Canoe Creeka, na području današnjeg okruga St. Clair u Alabami. Identificirano je sa selom Olitifar kojeg spominje Juan de la Vandera, 1579. 
Spalio ga je pukovnik Robert Dyer 29. listopada 1813. sa svojih 200 vojnika i odveo dvadeset i devet zarobljenika, većinom žena i djece, s velikim brojem stoke. Među zatvorenicima bio je i Bob Cotalla, također poznat kao "Catawla", opisan kao "neprijateljski poglavica Creeka" koji je surađivao s "bogatim polu-Cherokeejem" Williamom Ratcliffom. Drugi prijavljeni preživjeli, po imenu "Theodore", poslan je na farmu generala Andrewa Jacksona, u Tennessee, ali tamo nije dugo poživio.
Kod ranih autora nazivano je i Littafatchee, Littafutchee, Littefutchi.